# 臨床の知
臨床の知（りんしょうのち）とは、哲学者の中村雄二郎が提唱したもので、個々の場合や場所を重視して深層の現実に関わり、世界や他者がわれわれに示す隠された意味を相互行為のうちに捉える働きをするもの。普遍主義、論理主義、客観主義からなる科学の知に対して、コスモロジー（場所や空間を無性格で均質的な広がりとして捉えるのではなく、一つ一つが有機的な秩序を持ち、意味を持った領界と見なすこと）、シンボリズム（物事には多くの側面と意味があるのを自覚的に捉え、表現すること）、パフォーマンス（わが身に相手や自己を取り巻く環境の働きかけを受けつつ行為し行動すること）を構成原理とするアンチテーゼである。
科学の知が主として仮説と演繹的推理と実験の反復から成り立っているのに対して、臨床の知は直感と経験と類推の積み重ねから成り立っているので、そこにおいては特に経験が大きな働きをし、また大きな意味を持つ。